# Brucella
Brucella je rod Gram-negativnih bakterija. Brucele su mali nepokretni, kokobacili koji ne stvaraju spore.
Bakterije ovoga roda uzrokuju bolest koja se naziva brucelozu. Bruceloza je izvorno zoonoza, kojom se čovjek može zaraziti ako konzumira meso ili mlijeko zaražene životinje, ako je u izravnom kontaktu sa zaraženom životinjom, ili udisanjem aerosola.
Prijenos s čovjeka na čovjeka je vrlo rijedak, opisano je tek nekoliko slučajeva, gdje je moguće došlo do seksualnog prijenosa i moguće do prijenosa s majke na dijete. 
Razlikujemo nekoliko različitih vrsta bakterija roda Brucella, koje se razlikuju prema domaćinu. B. melitensis inficira koze i ovce, B. abortus zahvaća goveda, B. suis inficira svinje, i B. neotomae zahvaća ovce. Nedavno je otkrivne nova vrsta kod morskih sisavaca: B. pinnipediae.
Prema novoj taksonomiji NCBI (National Center for Biotechnology Information, dio U.S. National Institutes of Health) sve vrste Brucella se nazivaju Brucella melitensis. Taj naziv vrste obuhvaća Brucella melitensis 16M i 5 ostalih biovarova: Abortus, Canis, Neotomae, Ovis, and Suis.
Sir David Bruce je prvi izolirao B. melitensis iz britanskog vojnika koji je preminuo od malteške groznice na Malti.